# Milton Cabral
Milton Bezerra Cabral, mais conhecido como Milton Cabral, (Umbuzeiro,  6 de outubro de 1921 – Rio de Janeiro, 15 de outubro de 2022) foi um engenheiro industrial, empresário e político brasileiro, outrora governador da Paraíba.

## Dados biográficos
Filho de Severino Bezerra Cabral e Anita de Assis Cabral. Engenheiro Industrial formado em 1947 pela Universidade Presbiteriana Mackenzie em São Paulo, foi aluno do Centro de Preparação de Oficiais da Reserva (CPOR) do Exército, na arma de Engenharia durante seu curso superior, além de presidente do Centro Acadêmico Horácio Lane. De volta a Campina Grande no ano seguinte, estabeleceu-se como empresário no setor têxtil, algo que antecedeu sua eleição para uma diretoria no Rotary Clube da cidade, presidente da Federação das Indústrias do Estado da Paraíba, do Sindicato da Indústria Mecânica do Estado da Paraíba e suplente do conselho fiscal da Confederação Nacional da Indústria no período entre 1949 e 1952. Fixando residência no Rio de Janeiro, tornou-se vice-presidente da CNI em 1956, assumindo uma vaga no conselho de administração do Instituto de Aposentadoria e Pensões dos Industriários (IAPI) cinco anos depois.
Em 1962 foi eleito deputado federal pelo PTB da Paraíba, apoiou o Regime Militar de 1964, filiando-se à ARENA no curso do mandato. Não reeleito no pleito seguinte, representou o Instituto Brasileiro do Café junto ao Norte de África e ao Oriente Médio no governo do presidente Costa e Silva. Efetivado deputado federal após a escolha de Ernani Sátiro para ocupar uma cadeira de ministro no Superior Tribunal Militar em 1969, foi eleito senador em 1970, renovando o mandato por via indireta em 1978.
Com a restauração do pluripartidarismo, ingressou no PDS em 1980. Eleitor de Tancredo Neves no Colégio Eleitoral em 1985, ingressou no PFL e foi eleito governador da Paraíba pela Assembleia Legislativa em 16 de junho de 1986 para um mandato de nove meses, pois o governador Wilson Braga e o vice-governador José Carlos da Silva Júnior renunciaram para concorrer às eleições daquele ano, razão pela qual o desembargador Rivando Bezerra Cavalcanti exercia interinamente o cargo.
Quando sua carreira política chegou ao fim, integrou os conselhos nacionais do Serviço Social da Indústria e do Serviço Nacional de Aprendizagem Industrial. Em 2015 recebeu a Medalha Epitácio Pessoa sob outorga da Assembleia Legislativa da Paraíba. Seu pai foi eleito vice-governador da Paraíba na chapa de João Agripino em 1965 e seu sogro, Drault Ernani, foi suplente do senador Assis Chateaubriand.